# VZ Arietis
Désignations
VZ Arietis est une étoile de la constellation du Bélier. Variant entre les magnitudes de 5,82 à 5,89, elle peut être observée à l'œil nu dans les zones sombres et non polluées. Sur la base d'un décalage annuel de la parallaxe de 5,8 mas, elle est située à 560 années-lumière de la Terre. Elle s'éloigne du Système solaire à une vitesse radiale héliocentrique de +14 km/s. Elle porte également la désignation de Flamsteed 16 Trianguli, mais cette désignation n'est plus utilisée, l'étoile n'étant pas dans les frontières de la constellation du Triangle.
VZ Arietis est une étoile chimiquement particulière de type CP2 (étoile Ap), présentant une abondance anormale de silicium dans son spectre. Elle a un type spectral A0 V, ce qui indique que c'est une étoile blanche de la séquence principale qui fusionne actuellement l'hydrogène en hélium dans son noyau. Il s'agit d'une étoile variable de type Alpha2 Canum Venaticorum avec 2,7 fois la masse du Soleil et environ 3,1 fois le rayon du Soleil. Elle rayonne 79 fois la luminosité du Soleil depuis sa photosphère à une température effective de 10 304 K.